# Waldbreitbach
Waldbreitbach ist eine Ortsgemeinde und ein staatlich anerkannter Luftkurort an der Wied im Landkreis Neuwied in Rheinland-Pfalz. Sie gehört der Verbandsgemeinde Rengsdorf-Waldbreitbach an.

## Geographie

### Geographische Lage
Der Ort liegt im Naturpark Rhein-Westerwald, rund 16 km nördlich von Neuwied und westlich der Anschlussstelle 36 der Autobahn A3.

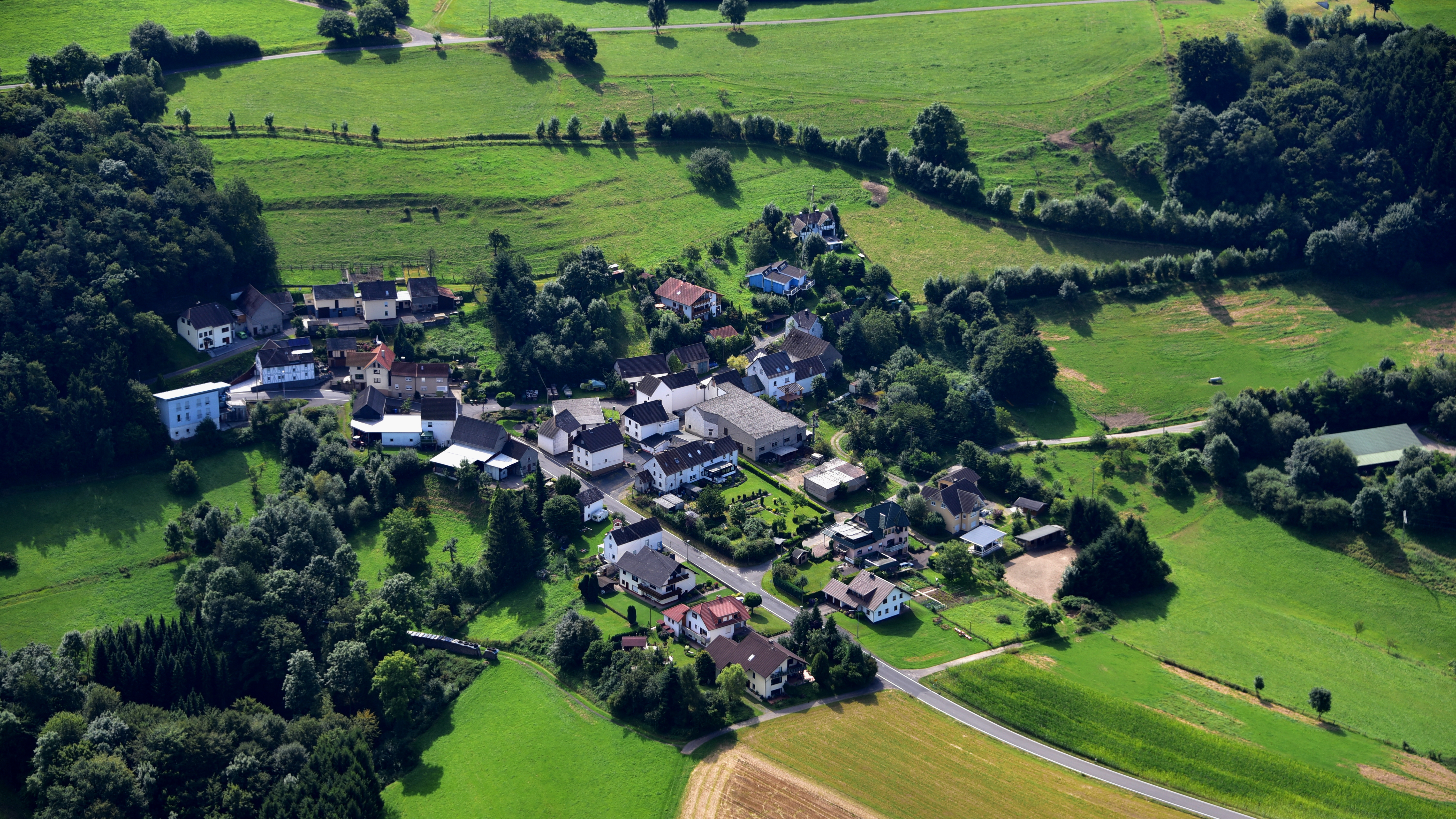
Waldbreitbach-Wüscheid, Luftaufnahme (2016)
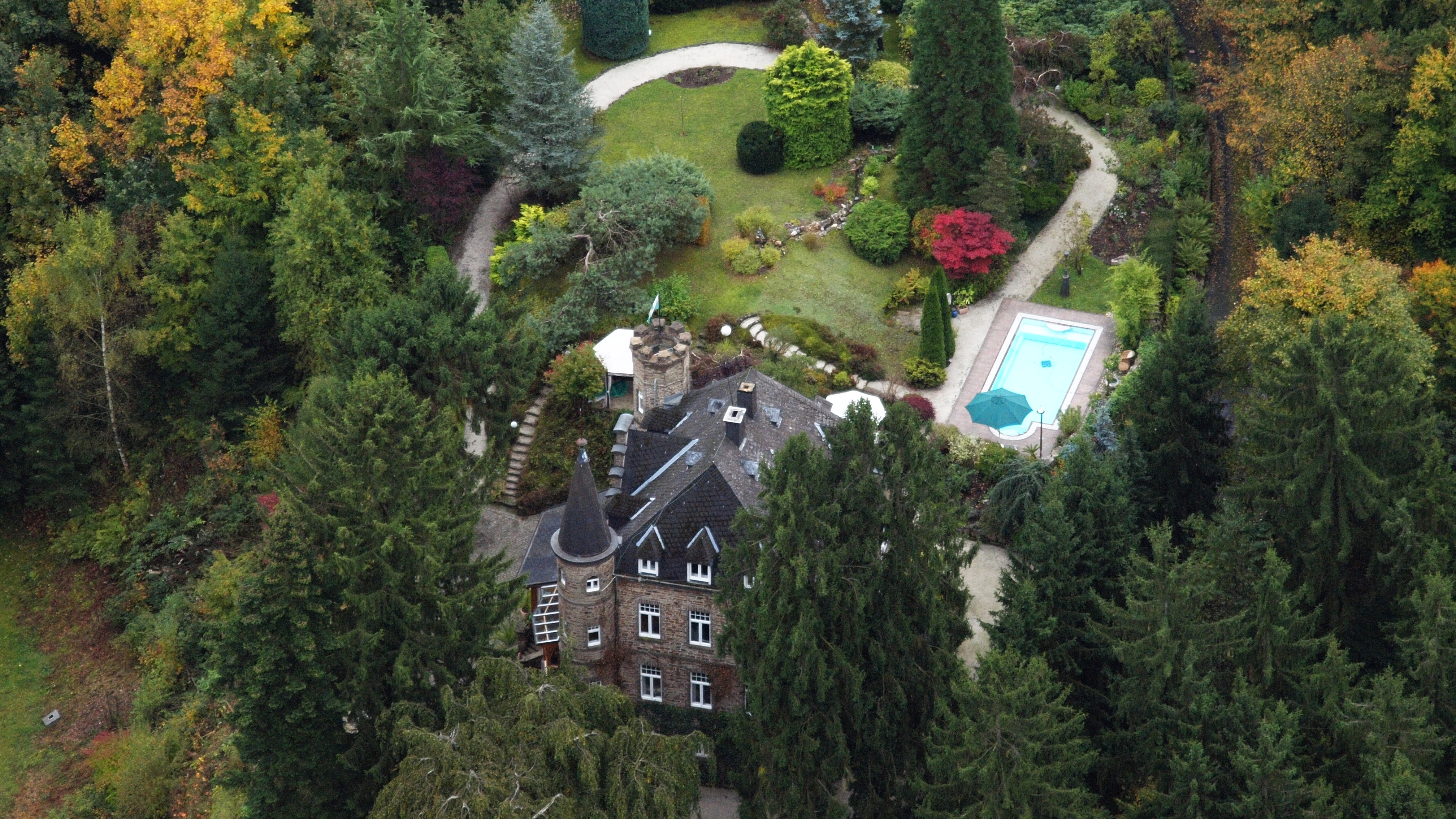
Waldbreitbach-Over, Schloss Walburg

### Gemeindegliederung
Zur Ortsgemeinde Waldbreitbach gehören die Ortsteile und Wohnplätze: Heilstätte Antoniushaus, Gasbitze, Glockscheid, Gutshof, Kloster Marienhaus, Over, Rabental, Schloß Walburg, Wüscheid.

## Geschichte

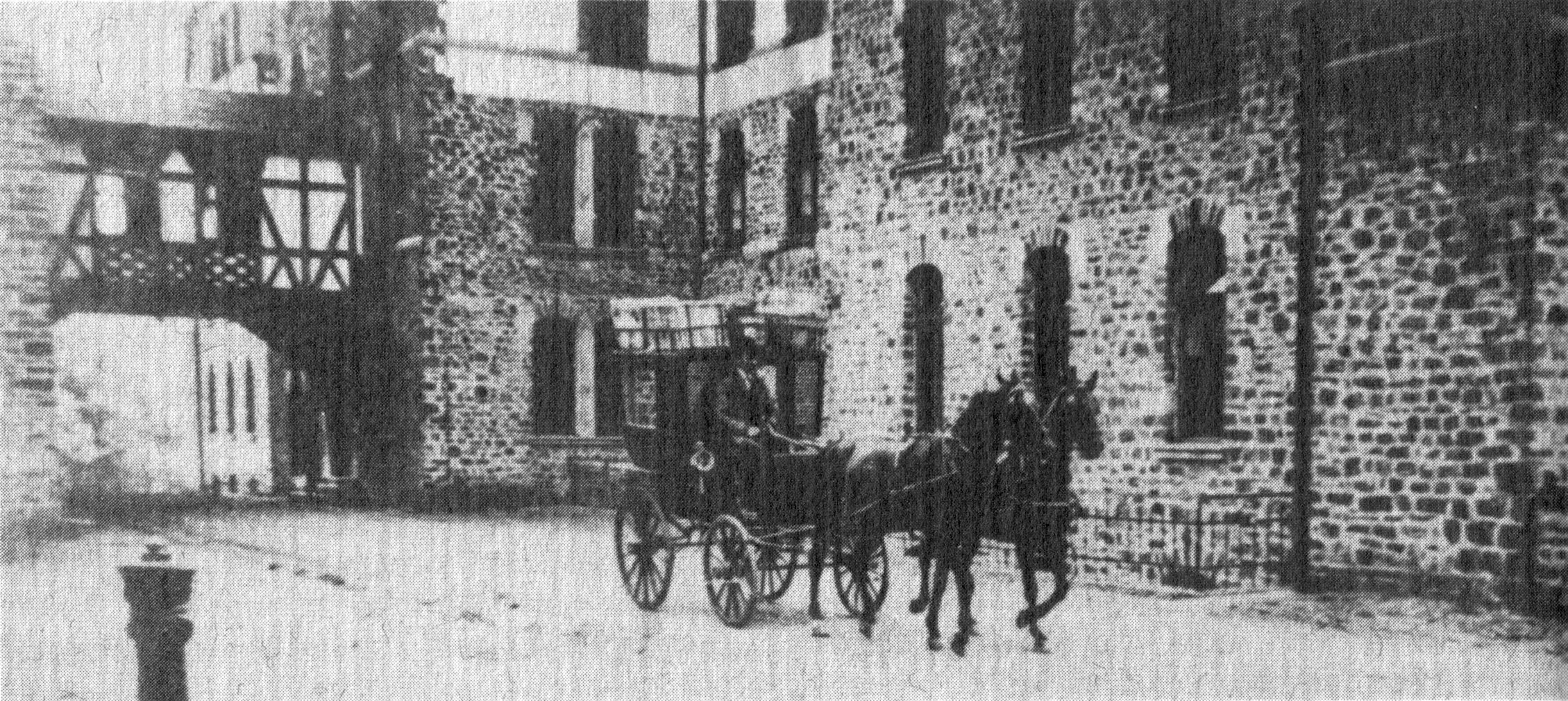
Originale Bildunterschrift: „Mit der Kutsche treffen Patientinnen in der Heilstätte Waldbreitbach ein“

Die erste urkundliche Erwähnung des Ortes ist für das Jahr 857 belegt, als mit der Schreibweise Bretpah die Grenze zur Kastorgemeinde Rengsdorf beschrieben wurde. In der nachfolgenden Zeit wurde stets von dem Tal Breitbach berichtet, worin – mit den Worten der Mechthild von Sayn – die beiden Breitbach sich ausgebildet hatten. Vom Mittelalter bis in die Neuzeit wurde das heutige Waldbreitbach stets mit Breitbach bezeichnet, während mit dem Begriff „Walt“-Breitbach (Grefenbreitbach) das heutige Niederbreitbach gemeint war, weil ebendort der Sitz der Ver-Walt-ung  war. Irrigerweise wird in der Vorstellung der Einwohner die Namensnennung mit Wald in Zusammenhang gebracht.
Im Urteil der Geschichtsforschung gehörte das Breitbacher Land in der Vor-Mechthild-Zeit zum Thüringischen Streubesitz am Rhein. Über den Kölner Kurfürsten und Erzbischof Philipp I. von Heinsberg (1167–1191) kam dieses Land, um später entstandene Streitigkeiten zwischen Köln, Thüringen und Sayn zu beenden, als Heiratsgabe in die saynische Zuständigkeit. Mit dem Tode von Heinrich III. von Sayn (1202–1246), Gemahl der Mechthild, fiel nach turbulenten Erbauseinandersetzungen das Breitbacher Land im Jahre 1250 als Amt Neuerburg in die kurkölnische Oberhoheit zurück. Das Mittelalter ist gekennzeichnet durch sich ständig wiederholende kölnische Pfandschaften. Erst in der Mitte des 17. Jahrhunderts wurde unter dem Kölner Erzbischof Clemens August die Zeit der Pfandschaften beendet.
Der Erzbergbau nahm schon im Spätmittelalter ein beachtliches Ausmaß an. Der Deutsche Orden unterhielt mit dem Willen der Mechthild von Sayn in Waldbreitbach eine Komturei. Diese war ab 1313 dem Deutschmeister zu Mergentheim zugeordnet und ging 1602 auf die Ballei Koblenz über. Auch war der Orden der Patronatsherr der dortigen Pfarrkirche (Johannes Baptista, später Beata Maria Virgo). Im späten Mittelalter hatte zu Waldbreitbach ein weltliches Gericht das ursprünglich kirchliche abgelöst, das in der Mitte des 19. Jahrhunderts nach einem großen Widerstand der Bevölkerung aufgehoben und nach Neuwied verlegt wurde. Die kurkölnische Zeit endete, als 1803 das Amt Neuerburg runkel-wiedisch wurde. Ab 1806 bis 1815 war das Land nassauisch, sodann preußisch. Der Ort Waldbreitbach öffnete sich vor dem Hintergrund zunehmender wirtschaftlicher Not mit der Wende zum 20. Jahrhundert bleibend dem Fremdenverkehr. Auch die durchgängig vorhandene Landwirtschaft bildete sich in den 1960er Jahren zurück. Im Jahr 2010 verblieben noch sechs Landwirtschaftliche Betriebe.
Bevölkerungsentwicklung
Die Entwicklung der Einwohnerzahl von Waldbreitbach, die Werte von 1871 bis 1987 beruhen auf Volkszählungen:
| Jahr | Einwohner |
| ---- | --------- |
| 1815 | 406       |
| 1835 | 744       |
| 1871 | 803       |
| 1905 | 1.329     |
| 1939 | 1.591     |

| Jahr | Einwohner |
| ---- | --------- |
| 1950 | 1.401     |
| 1961 | 1.857     |
| 1970 | 1.841     |
| 1987 | 1.912     |
| 1997 | 2.118     |

| Jahr | Einwohner |
| ---- | --------- |
| 2005 | 1.957     |
| 2011 | 1.880     |
| 2017 | 1.826     |
| 2024 | 1.944     |

## Politik

### Bürgermeister
Monika Kukla (Wir für Waldbreitbach) wurde 2024 zur Ortsbürgermeisterin von Waldbreitbach gewählt.
Der Vorgänger war Martin Lerbs (CDU) seit 2014.
Vorgänger von Lerbs war Karl Willi Engels, der das Amt 15 Jahre ausübte.

## Kultur und Sehenswürdigkeiten

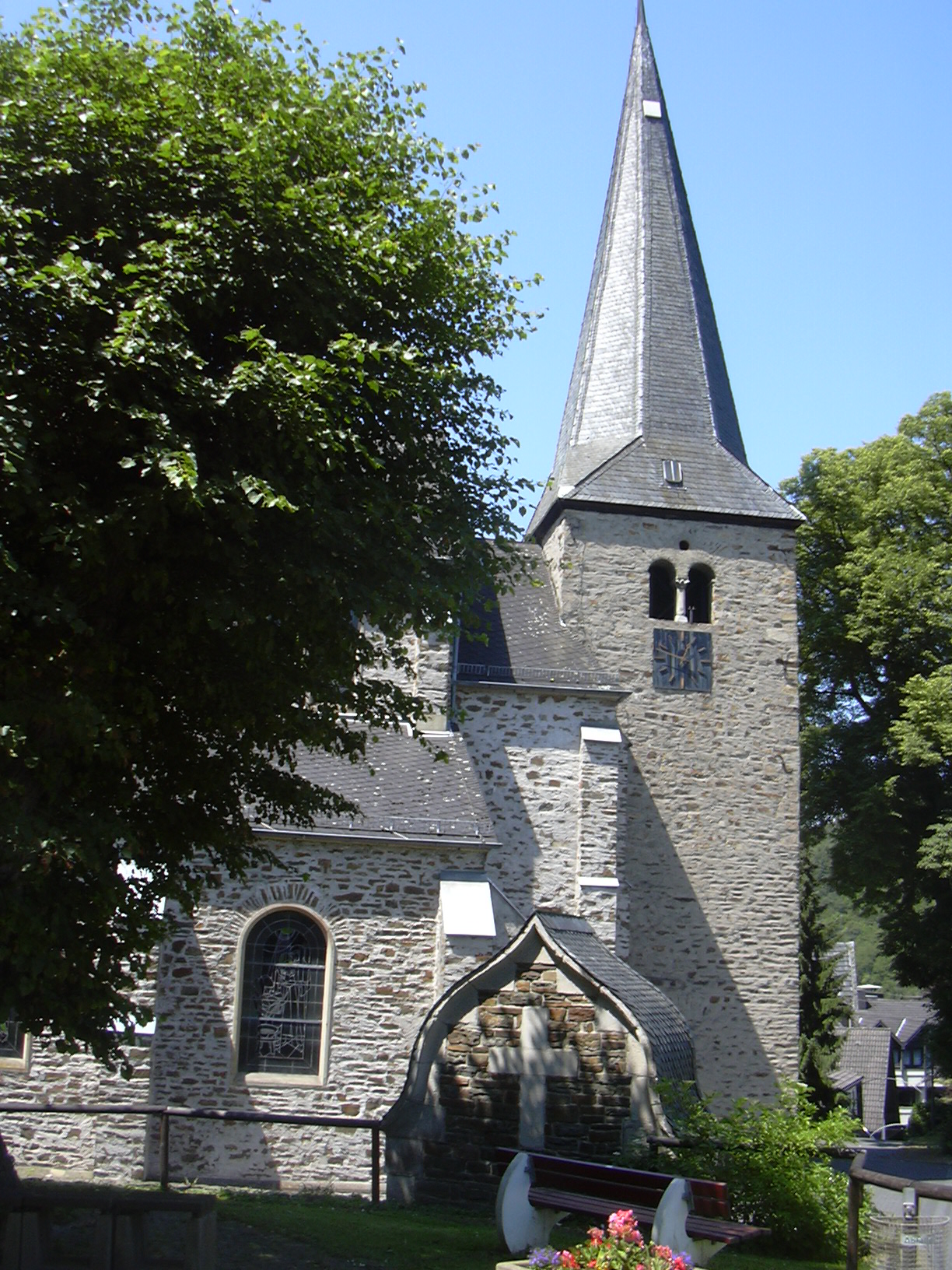
Kirche Maria Himmelfahrt

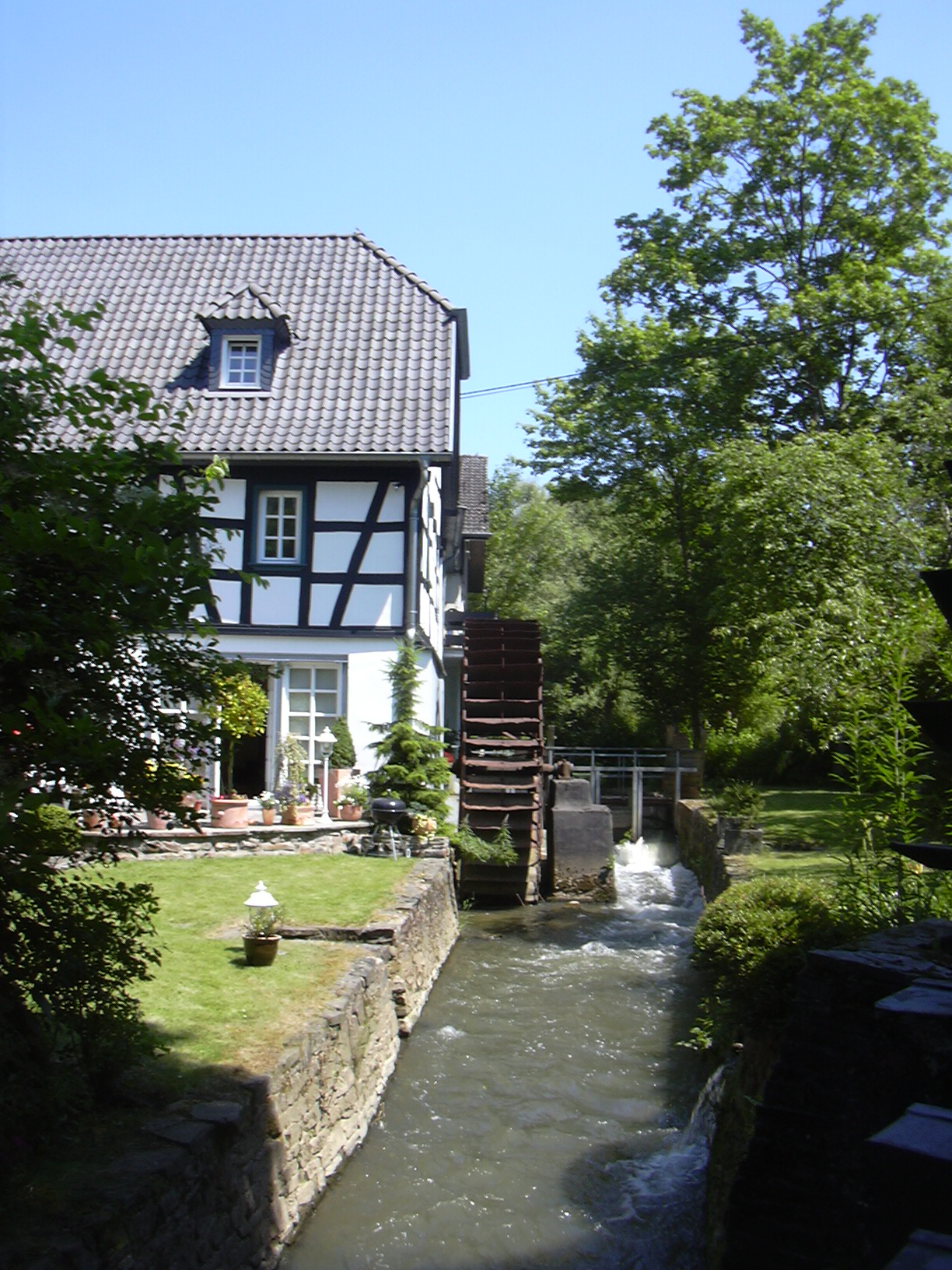
Mühle an der Wied

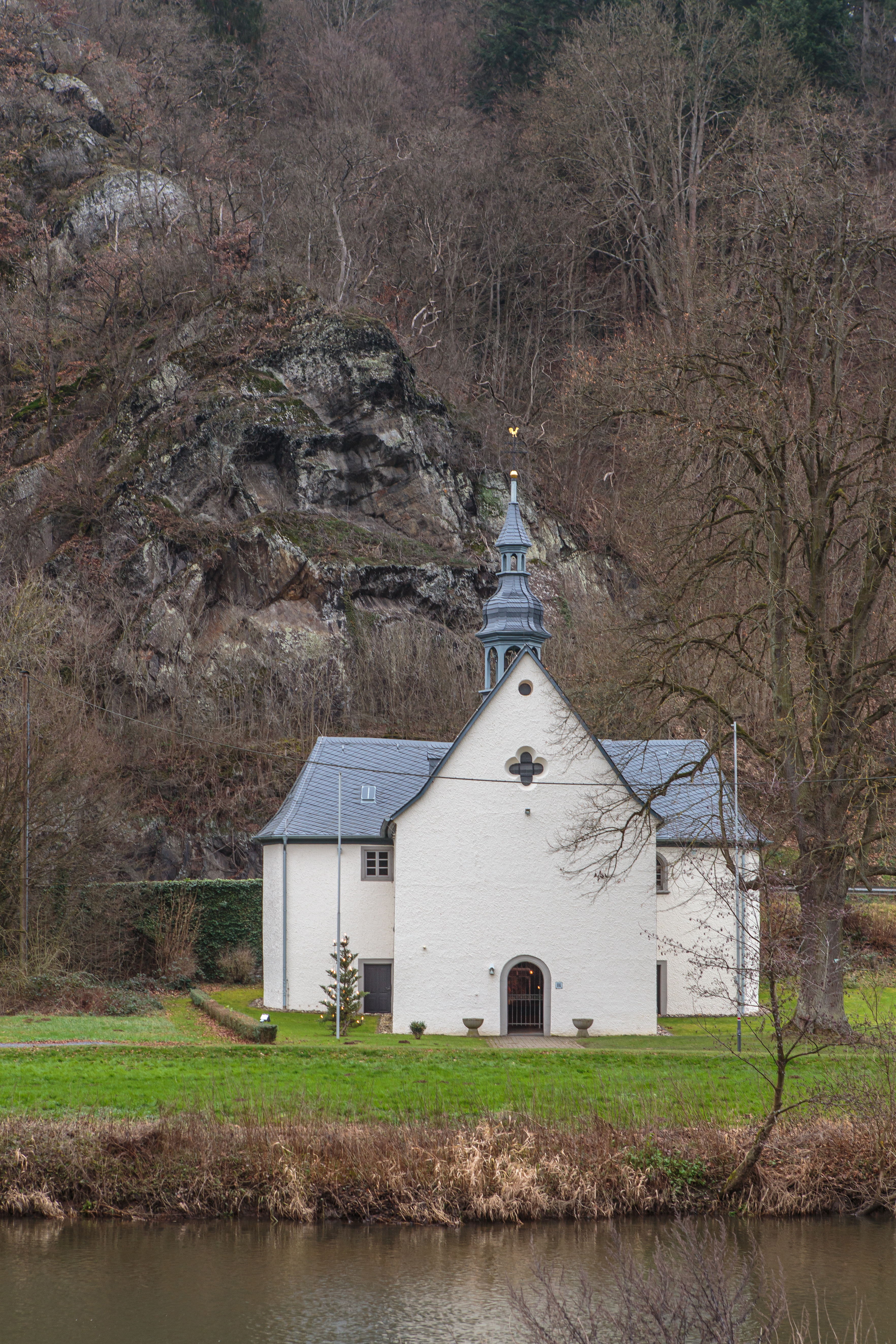
Kreuzkapelle Hausen

- Die über einen Treppenaufgang von der Hauptstraße erreichbare katholische Pfarrkirche Maria Himmelfahrt wurde im 13. Jahrhundert vom Deutschen Orden begründet. Aus dieser Zeit ist nur der Turm mit von ionischen Säulen unterteilten Doppelarkaden im Obergeschoss erhalten. Die Glocke goss 1694 Johannes Berdaller aus Koblenz-Ehrenbreitstein. Das Langhaus wurde 1876 bis 1878 nach Abriss seines Vorläufers, nach den Plänen des Architekten Reinhold Wirtz neu errichtet. Nach Zerstörungen im Zweiten Weltkrieg wurde die Kirche nach und nach (1950–1976–2012) saniert und nach den historischen Vorbildern neu ausgemalt.[9]
- Oberhalb der katholischen Pfarrkirche befindet sich das ehemalige Deutschherren-Ordenshaus, das 1239 als Deutsches Huis zu Brettbach erstmals urkundlich erwähnt wurde. Die zur Deutschordensballei Koblenz gehörige Komturei verfügte im 18. Jahrhundert über ca. 400 Morgen Land. Nach Einzug des Besitzes nach dem Reichsdeputationshauptschluss durch das Herzogtum Nassau (1809) kaufte Hermann Fürst zu Wied das Anwesen. Nach dessen Tod diente es verschiedenen Zwecken – als Tochterschule, Kindergarten, Krankenambulanz und zuletzt als Altenheim des Ordens der Franziskanerinnen von der allerseligsten Jungfrau Maria von den Engeln, nach seiner Ordensgründerin Rosa Flesch Commende Rosa-Stift genannt. Seit 1988 wurde das Anwesen nicht mehr genutzt. Der sanierungsbedürftig gewordene Komplex wurde 2008 von einem privaten Investor erworben. Das Gebäude wurde 2009/2010 im Stil des 1703 errichteten frühbarocken Kernbaus unter Berücksichtigung denkmalpflegerischer Belange umgebaut und dient jetzt als Wohn- und Geschäftshaus.
- Die Bausubstanz des Ortes ist, bedingt durch die Zerstörungen im Zweiten Weltkrieg, heterogen; ein geschlossener Altstadtkern fehlt. Einige Fachwerkhäuser in Privatbesitz sind restauriert worden. An manchen Gebäuden, die indes stark verändert sind und heute anderen Zwecken dienen, wird auf lokale Handwerkstraditionen hingewiesen, beispielsweise an der Alten Schmiede (Fachwerkhaus von 1794) und der Schreinerei (seit 1875).
- An der Wied steht eine Ölmühle, die ihre erste Konzession durch Kurköln 1676 erhielt, vier Jahre später aber von einem Hochwasser vernichtet wurde. Vom Wiederaufbau 1700 stammt das aus Eichenholz konstruierte Triebwerk des Kollergangs. Damit handelt es sich um die älteste im Rheinland erhaltene Ölmühle dieses Bautyps. Bis 1948 war sie in Betrieb und stellte Öle aus Leinsamen, Raps, Bucheckern und Mohn her.
- Neben der Ölmühle befindet sich ein Handwerks- und Gewerbemuseum in einem über 300 Jahre alten Fachwerkhaus. Das Fachwerkhaus wurde zu diesem Zweck im nahen Bremscheid Mitte der 1990er Jahre abgebaut und hier wieder errichtet.
- Ca. 100 m wiedaufwärts steht eine Mühle mit Wasserrad von 1911; weitere Mühlen sind durch Wanderwege erschlossen.
- Historischer Baumbestand auf dem Gemeindegebiet (eine hohle Linde vor der Kirche, eine Linde vor der Dorfschmiede Ortsmitte, eine Kastanie an der Ölmühle) ist als „Naturdenkmal“ ausgewiesen.
- An der Gemeindegrenze zu Hausen liegt die 1694 erbaute Kreuzkapelle am Wiedufer, die im 18. Jahrhundert ein beliebter Wallfahrtsort war. Im 19. Jahrhundert war sie Keimzelle für die Gründung zweier franziskanischer Ordensgemeinschaften in Waldbreitbach: Peter Wirth begründete hier 1862 die Gemeinschaft der Franziskanerbrüder vom Heiligen Kreuz, die ihr Mutterhaus und verschiedene soziale Einrichtungen in Hausen unterhält; zuvor zwischen 1851 und 1860 hatte Rosa Flesch, die ihr Mutterhaus auf dem Kapellenberg im Ortsteil Glockscheid (Kloster Marienhaus) errichtete, in den Eremitenklausen der Kreuzkapelle gelebt.[10]

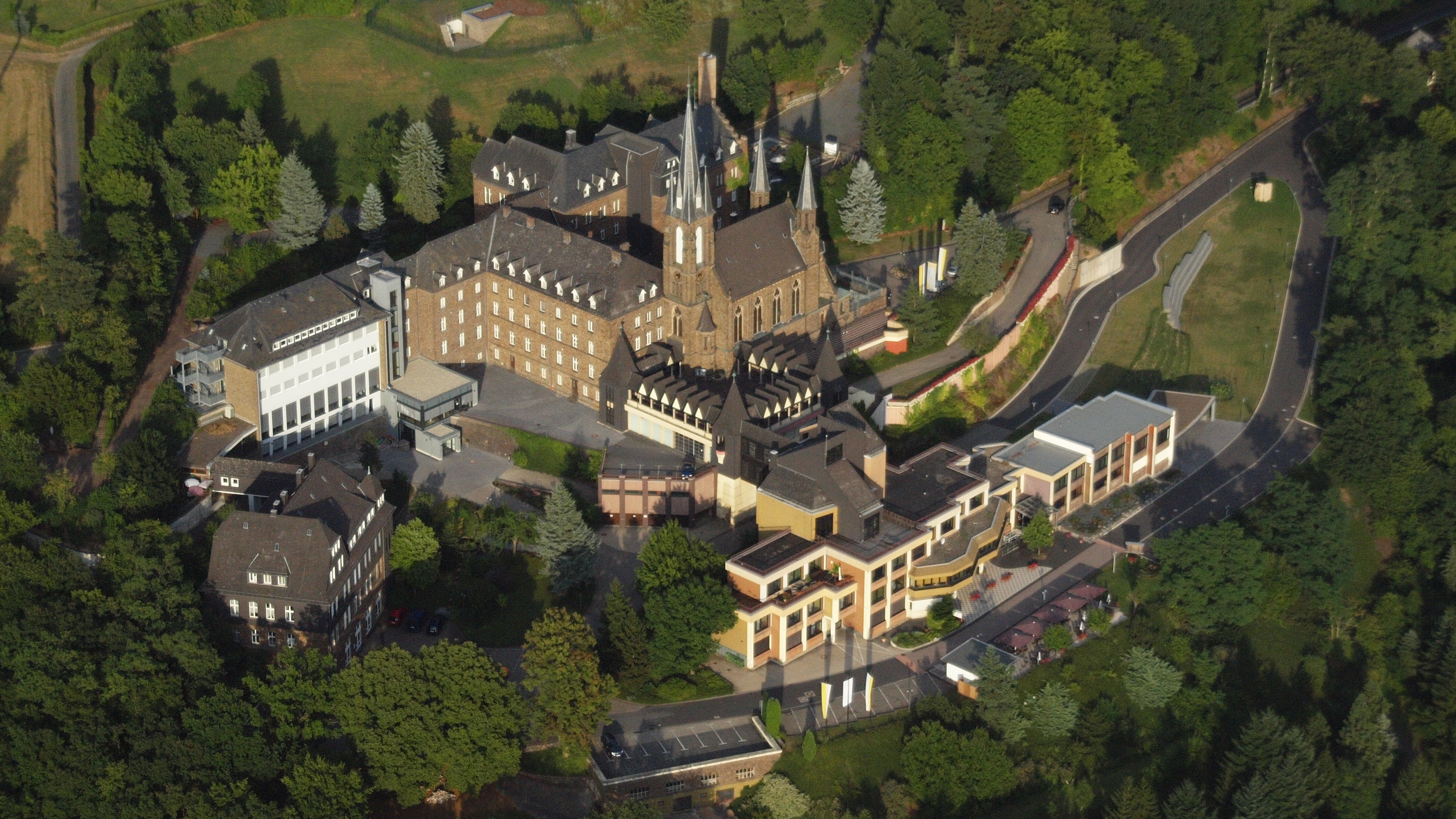
Waldbreitbach, Kloster Marienhaus

## Touristische Infrastruktur
- Hotels, Ferienwohnungen und zwei Campingplätze nehmen Feriengäste auf, die die Natur des Westerwaldes auf Wanderwegen, mit dem Fahrrad oder mit dem Kanu auf der Wied entdecken möchten und durch die vier km lange Wiedpromenade auch für Gehbehinderte erschlossen ist.
- Das älteste Hotelrestaurant Waldbreitbachs (mit Fachwerkerker) war schon 1777 eine Schankwirtschaft; hinzu kommen weitere Gaststätten, Eiscafés.
- Durch Waldbreitbach führt der beschilderte Wied-Radweg, der entlang der Wied von der Quelle (ab Rotenhain im Gebiet der Westerwälder Seenplatte) bis zur Mündung bei Neuwied führt. Die Strecke ist weitgehend asphaltiert bzw. gepflastert und größtenteils (aber nicht durchgehend – Stand 2022) getrennt vom motorisierten Straßenverkehr[11][12][13].
- Ausgewiesene Haupt-Rundwanderwege (bis zu 15 km) erschließen das Kloster Marienhaus in Glockscheid, das Fockenbachtal und Verscheid, das Schloss Walburg sowie einige Aussichtspunkte im Bereich der Westerwaldklinik.
- Seit Mai 2015 ist ein 11,6 km langer Premiumwanderweg als Rundweg um Waldbreitbach ausgeschildert als Wäller Tour „Bärenkopp“. Diese Rundwanderung bietet Ausblicke ins Wiedtal.
- Der am 24. Mai 2008 eröffnete Fernwanderweg Westerwaldsteig berührt Waldbreitbach.
- Der 17 km lange „Klosterweg“ verbindet als sog. Premiumwanderweg den Rheinsteig in Rengsdorf mit dem Westerwaldsteig in Waldbreitbach.
- Ein Ruder- und Tretbootverleih befindet sich gegenüber den historischen Mühlen in Waldbreitbach.
- Das Hallen- und Freibad in der Nachbargemeinde Hausen ist seit November 2006 um eine Sauna-Landschaft erweitert.

## Weihnachts- und Krippendorf Waldbreitbach

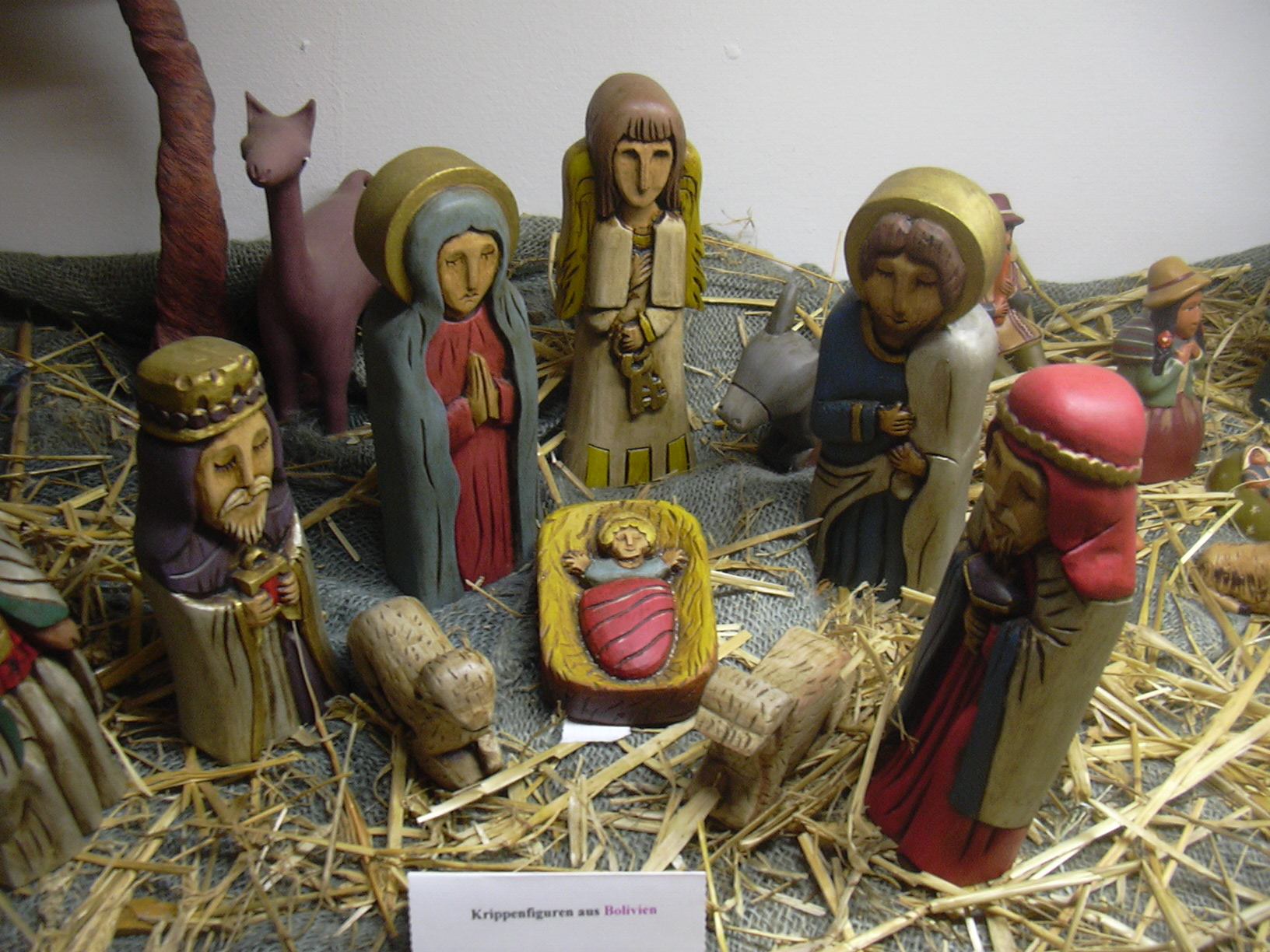
Permanente Krippenausstellung Waldbreitbach: Krippe aus Bolivien

Ausgelöst durch eine mittlerweile (Stand 2014) über 2200 Exponate umfassende Krippen-Sammlung und eigene Krippen-Gestaltungen des lokalen ehemaligen Hoteliers und Krippenbaumeisters Gustel Hertling begann in den späten 1990er Jahren ein überregionaler Weihnachtstourismus nach Waldbreitbach.

## Vereine
- FC Waldbreitbach – Der ansässige Fußballverein, der 1982 gegründet wurde.
- Junggesellenclub „Gemütlichkeit“ Waldbreitbach e. V., Veranstalter der im August stattfindenden Kirmes mit dem Großfeuerwerk „Wied in Flammen“.
- Kirchenchor „Cäcilia“, gegründet 1777
- Musikverein Wiedklang wurde 1958 gegründet.
- Der VfL Waldbreitbach, 1969 gegründet, bietet als der mitgliederstärkste Waldbreitbacher Verein in den Sportarten Turnen, Leichtathletik, Badminton, Kickboxen und Tischtennis vielfältige Angebote im leistungs- und breitensportlichen Bereich an. Der VfL Waldbreitbach richtet jährlich mehrere Veranstaltungen aus:
  - Weihnachtsbaumwerfen, ein spaßbetonter Werferdreikampf  zum Ende der Saison im Weihnachtsdorf;
  - WiedtalUltraTrail (WUT), ein geführter Berg- und Traillauf (geführter Gruppenlauf) über ca. 65 km mit ca. 2100 Hm;
  - Bärenkopplauf, ein Berg- und Traillauf  über 11 km mit +360/−260 Hm. mit einem Bärchenlauf für Kinder.
- Männergesangverein „Wiedperle“, gegründet 1924
- „Bräpe Jonge“, der Verein steht für Pflege und Unterhaltung alten Brauchtums, restauriert historische Stätten und unterstützt den Junggesellenverein zur Kirmes.
- St. Sebastianus Schützenbruderschaft, gegründet 1864
- Karnevalsgesellschaft „Brave Jonge“, der Karnevalsverein kümmert sich um die Erhaltung des Brauchtums und den Sitzungskarneval.
- Der Gewerbeverband Waldbreitbach, ist ein Zusammenschluss von Betrieben, Gewerbetreibenden und freiberuflich Tätigen, der die wirtschaftlichen Aktivitäten in Waldbreitbach und im mittleren Wiedtal stärken und fördern will.

## Verkehr
Durch die Landesstraße 255 wird der Ort mit Neuwied und Neustadt (Wied) bzw. Asbach verbunden. Die nächsten Autobahnanschlussstellen sind Neuwied und Neustadt/Wied an der Bundesautobahn 3.
Der nächstgelegene Bahnhaltepunkt befindet sich in Bad Hönningen an der rechten Rheinstrecke. Nordöstlich des Ortes verläuft die Schnellfahrstrecke Köln–Rhein/Main (nächste Bahnhöfe in Montabaur und Siegburg).

## Persönlichkeiten
- Rosa Flesch (1826–1906), eigentlich Margaretha Flesch, Gründerin des Ordens der Waldbreitbacher Franziskanerinnen im Marienhaus, 2008 seliggesprochen
- Reinhold Wirtz (1842–1898), Architekt, Baumeister des Bistums Trier
- Paul-Georg Schmidt (1902–1987), von 1937 bis 1961 Chefarzt der Lungenheilstätte
- Pierre Fischer (* 1995), Politiker (CDU)